# Amitermes lunae
Amitermes lunae  (лат.) — вид термитов рода Amitermes из подсемейства Termitinae. Эндемик Перу.

## Распространение
Южная Америка: север Перу, полупустынные окрестности Храма Луны (Huaca de la Luna, место археологических раскопок древнеиндейской культуры около города Трухильо, 8.135°S, 78.991°W, на высоте 57 м от уровня моря, в 5,5 км от побережья Тихого океана).

## Описание
Мелкие термиты, длина мономорфных солдат около 5 мм. Ширина головы рабочих 1,01-1,09 мм (у солдат 1,07-1,09, длина до 1,33 мм). Голова, ноги и брюшко палево-жёлтые. Имаго (самцы и самки) неизвестны. Жвалы коричневые, саблевидные с одним апикальным зубцом. Усики рабочих и солдат 15-члениковые. Формула шпор голеней: 3-2-2. Лапки 4-члениковые. Вид был впервые описан в 2010 году американским энтомологом Рудольфом Шеффраном (Rudolf H. Scheffrahn; Fort Lauderdale Research and Education Center, Institute for Food and Agricultural Sciences, 3205 College Avenue, Davie, Флорида, США) и французским коллегой Жан-Клодом Юшетом (Jean-Bernard Huchet; École Pratique des Hautes Études, Laboratoire de Paléoanthropologie, LAAP, Université Bordeaux, Франция) по материалам фуражировочной колонны термитов, состоявшей из 2 солдат и около 50 рабочих. Из 9 неотропических видов рода Amitermes солдаты A. lunae наиболее похожи на виды Amitermes foreli Wasmann и Amitermes amifer Silvestri, так как у всех трёх есть срединный субтреугольный маргинальный зубец.